# Kurt-Schumacher-Kaserne
Die Kurt-Schumacher-Kaserne in Hannover ist eine Kaserne der Bundeswehr und war bis 2015 Hauptquartier der 1. Panzerdivision. Sie ist nach dem ehemaligen SPD-Parteivorsitzenden Kurt Schumacher benannt und steht unter Denkmalschutz.

## Geschichte

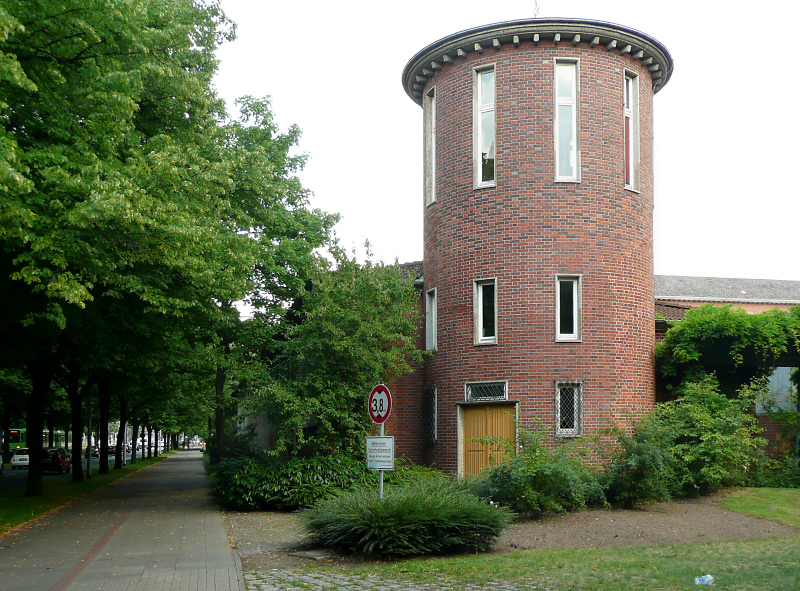
Markanter Rundturm der Kaserne zur Hans-Böckler-Allee

Das Hauptgebäude der Kaserne an der Hans-Böckler-Allee wurde 1937 im Zuge der Aufrüstung der Wehrmacht errichtet und wird seitdem ausschließlich militärisch genutzt. Vor dem Zweiten Weltkrieg war das Generalkommando des XI. Armeekorps der Wehrmacht hier beheimatet. Im Krieg durch Bomben teils schwer beschädigt, zogen nach Kriegsende zunächst Soldaten der 4. amerikanischen Infanteriedivision in den Gebäudekomplex, noch 1945 übernahm ihn der britische Major Stirling. Der Komplex wurde nach ihm „Stirling House“ benannt. Im Gebäude residierte die Bezirks-Militär-Regierung (229. Regional-Military-Government) der Briten. Bei Gründung der Bundesrepublik 1949 war das „Stirling House“ noch Sitz des britischen Militärhauptquartiers. 1956 wurde das Wehrbereichskommando II der Bundeswehr aufgestellt und zunächst in der Prinz-Albrecht-Kaserne in Hannover-Bothfeld stationiert, zog jedoch bereits 1958 aus Platzmangel in die Kaserne. Die Briten verließen im Gegenzug den Standort. Bis 2001 blieb der Standort die Heimat des Wehrbereichskommandos II. Von 1994 an diente die Kaserne als Standort des fusionierten Stabes aus Wehrbereichskommando II und 1. Panzerdivision. 2001 wurde das Wehrbereichskommando II aufgelöst. Der Stab der 1. Panzerdivision verblieb am Standort. In der Kaserne hat auch das Landeskommando Niedersachsen seinen Sitz. Im Rahmen der Neuausrichtung der Bundeswehr wurde im Oktober 2011 bekanntgegeben, dass der Stab der 1. Panzerdivision  nach Oldenburg verlegt wird, was im Jahr 2015 erfolgte.

## Name
Am 30. September 1975 taufte die damalige Bundestagspräsidentin Annemarie Renger den Kasernenkomplex nach Kurt Schumacher. Damit wurde seine Rolle als Mitbegründer des Grundgesetzes, SPD-Parteivorsitzender und verdienter Nachkriegsparlamentarier sowie Oppositionsführer im ersten Deutschen Bundestag 1949 gewürdigt.